# Trinidad Morgades Besari
Trinitad Morgades Besari (née le 24 avril 1931 à Malabo et morte le 10 octobre 2019 dans la même ville) est une intellectuelle et femme de lettres équatoguinéenne. 
Cette femme de lettres est l'une des figures intellectuelles de la Guinée équatoriale, et la première femme équatoguinéenne à recevoir une formation universitaire.

## Biographie
Née en 1931 à Malabo, capitale de la Guinée espagnole à l'époque, située sur la côte nord de l'île de Bioko, Trinidad Morgades Besari étudie en partie aux Canaries et à Barcelone (Espagne). En 1954, elle entre à l'université de Barcelone, dans la faculté de philosophie et lettres, première femme de Guinée équatoriale à poursuive des études supérieures, et obtient en 1958 une licence de philosophie et lettres, avec une étude sur « Shakespeare y Lope de Vega, en su época ». L'année suivante, en 1959, elle revient comme professeur de langue et littérature, à Malabo. En 1964, elle est désignée pour assister à la Conférence de l'Organisation internationale du travail à Addis-Abeba (Éthiopie) et, en 1965, elle devient l'une des dirigeantes de l'Institut Cardenal Cisneros.
L'indépendance de la Guinée équatoriale est officiellement proclamée le 12 octobre 1968. Les troupes espagnoles rembarquent progressivement sur les premiers mois de l'année 1969, et quittent ainsi l'île de Bioko le 5 avril. À la suite de cette indépendance et de la création de ce nouvel État de la Guinée équatoriale, elle est nommée Première secrétaire de l'ambassade de la Guinée équatoriale à Lagos (Nigeria), puis attachée culturelle, en 1971, à l'ambassade de la Guinée équatoriale à Addis-Abeba. 
Mais quelques années plus tard, le premier président élu, Francisco Macías Nguema, entraîne le régime dans une dérive autoritaire. Francisco Macías Nguema se proclame, dès 1972, président à vie, Premier ministre, ministre de la Justice et des Finances. Des tensions apparaissent. Le frère de Trinidad Morgades Besari, Manuel Morgades Besari, homme politique élu sénateur, est assassiné. À la suite de ce crime, en 1973, Trinidad Morgades Besari décide de revenir en Espagne, pays qui, au contraire, amorce une transition vers une monarchie parlementaire, transition qui s'accélère avec la mort du général Franco. Le gouvernement espagnol l'affecte à Tétouan (Maroc) comme professeur de littérature au Collège Misioneras Franciscanas. En 1975, elle prend en charge l'enseignement de l'anglais et de la littérature à l'Institut Reyes Católicos de Vélez-Málaga (Andalousie).
En août 1979, le président Macías est renversé par un coup d'État militaire. Le Conseil suprême militaire s'autodissout en octobre 1982 et des élections législatives ont lieu en Guinée équatoriale en 1983. En 1986, elle rentre une nouvelle fois dans son pays natal comme Secrétaire générale de l'université nationale d'enseignement à distance (UNED). En 1988, elle est nommée secrétaire générale du Conseil de recherches scientifiques de la Guinée équatoriale (CICGE). En 1992, elle devient directrice de l'École nationale d'agriculture (ENA), ainsi que de l'École d'agriculture, de la pêche et des forêts.
En 2000, elle opte pour la presse et devient directrice du journal El Correo Guineoecuatoriano. En 2003, elle est choisie comme présidente de l'Association de la presse de la Guinée équatoriale (ASOPGE). Le 4 novembre 2003, elle adresse une lettre, en tant que présidente de l'ASOPGE, aux ministres de l'Information et de la Sécurité nationale, pour demander la mise en liberté d'un journaliste équatoguinéen, correspondant de l'agence France-Presse et de Radio France internationale arrêté la veille. Dans sa lettre, elle indique que « la privation de liberté d'un journaliste nuit à l'exercice de la liberté de presse et entrave la liberté de l'information dans le pays ». Cette lettre fait réagir d'autres membres de l'ASOPGE, plus conciliants sur l'attitude à tenir face au gouvernement, ce qui la conduit à démissionner de la présidence de cette association de patrons de la presse.  
En 2005, elle est nommée vice-rectrice de l'université nationale de la Guinée équatoriale (UNGE). En 2009, elle est désignée correspondante académique de l'Académie royale espagnole,. Dans son parcours, elle s'est montrée attachée à l'hispanité, qui permet à son pays d'être intégré dans un ensemble politique, économique et culturel plus large. L'usage de la langue espagnole, concomitamment avec les langues bantoues et créoles de la Guinée équatoriale (bubi, fá d’Ambô, fang, ndowe et krio), lui semble un atout supplémentaire et un élément de cohésion. En 2010, âgée de 79 ans, elle abandonne ses fonctions au sein de l'UNGE.
Trinidad Morgades Besari meurt à Malabo le 10 octobre 2019 à l'âge de 88 ans ,.

## Principale œuvre littéraire
En 1991, Trinidad Morgades Besari publie une pièce de théâtre, Antígona. Elle y réinterprète la tragédie grecque de Sophocle en mettant l'accent sur la rébellion et la volonté de l'héroïne féminine. La pièce est transposée en Afrique, en Guinée équatoriale, pendant le régime dictatorial de Macías Nguema, le premier président de ce pays. L'article explore la position des femmes et le changement social en Guinée équatoriale,,.

## Prix et distinctions
- Prix Don Quichotte 2010 par la Gaceta de Guinée équatoriale.